# Équipe de Côte d'Ivoire féminine de handball
L'équipe de Côte d'Ivoire féminine de handball représente la Fédération de Côte d'Ivoire de handball lors des compétitions internationales, notamment aux championnats du monde et aux Championnats d'Afrique des nations.

## Palmarès
championnats d'Afrique
- 1987, 1996
- 1985, 1989, 1994, 2002, 2008
- 1992, 1998, 2004, 2010

Jeux africains
- 1987, 1996
- 1991, 2003
- 2007

## Parcours en compétitions internationales
| Jeux olympiques - 1988 : 8e championnats du monde - avant 1993 : non qualifié - 1995 : 17-20e - 1997 : 14e - 1999 : 20e - 2001 : non qualifié - 2003 : 21e - 2005 : 21e - 2007 : non qualifié - 2009 : 18e - 2011 : 16e - depuis 2013 : non qualifié Jeux africains - 1987 : Champion - 1991 : 2e - 1995 (en) : non qualifié - 1999 (en) : 5e - 2003 (en) : 2e - 2007 : 3e - 2011 (en) : non qualifié - 2015 : 5e - 2019 : non qualifié | championnats d'Afrique - 1974 : non qualifié - 1976 : 6e - 1979 : 4e - 1981 : 4e - 1983 : 4e - 1985 : 2e - 1987 : Champion - 1989 : 2e - 1991 : 6e - 1992 : 3e - 1994 : 2e - 1996 : Champion - 1998 : 3e - 2000 : 5e - 2002 : 2e - 2004 : 3e - 2006 : 4e - 2008 : 2e - 2010 : 3e - 2012 : 7e - 2014 : non qualifié - 2016 : 5e - 2018 : 9e - 2021 : non qualifié - 2022 : 7e |

## Personnalités liées à la sélection
Enseignant d'éducation sportive et physique à Bouaké entre 1962 et 1987, Michel Baldino a lancé la Côte d'Ivoire vers des sommets en remportant notamment trois Coupe d'Afrique des clubs champions de 1981 à 1984 avec l'ASC Bouaké. Il a ainsi eu un rôle décisif dans les victoires des Ivoiriennes lors de la CAN 1987 et des Jeux africains de 1987 et ainsi dans la qualification aux Jeux olympiques de 1988.
Parmi les joueuses de cette époque, on trouve notamment Kandia Camara, future ministre, Namama Fadiga, future directrice exécutive de la Confédération africaine de handball, ou encore Mariam Koné, future directrice générale de l’Office National des Sports avec notamment la charge de l’organisation de la CAN 2023 de football ou encore Hortense Konan.
Plus récemment, l'effectif médaillé de bronze lors des Jeux africains de 2007 à Alger était composée des joueuses suivantes, Christine Adjouablé, Céline Dongo,  Alimata Dosso, Paula Gondo, Rachelle Kouyo, Élodie Mambo, Robeace Abogny, Mariam Traoré, Nathalie Kregbo,  Julie Toualy, Christiane Guédé, Candide Zanzan, Edwige Zadi, Gladys Kanga, Charlotte Kassi, Delphine Gbogboua. 
Le Français Thierry Vincent a été le sélectionneur de 2007 à 2012.